# Golec uOrkiestra 5

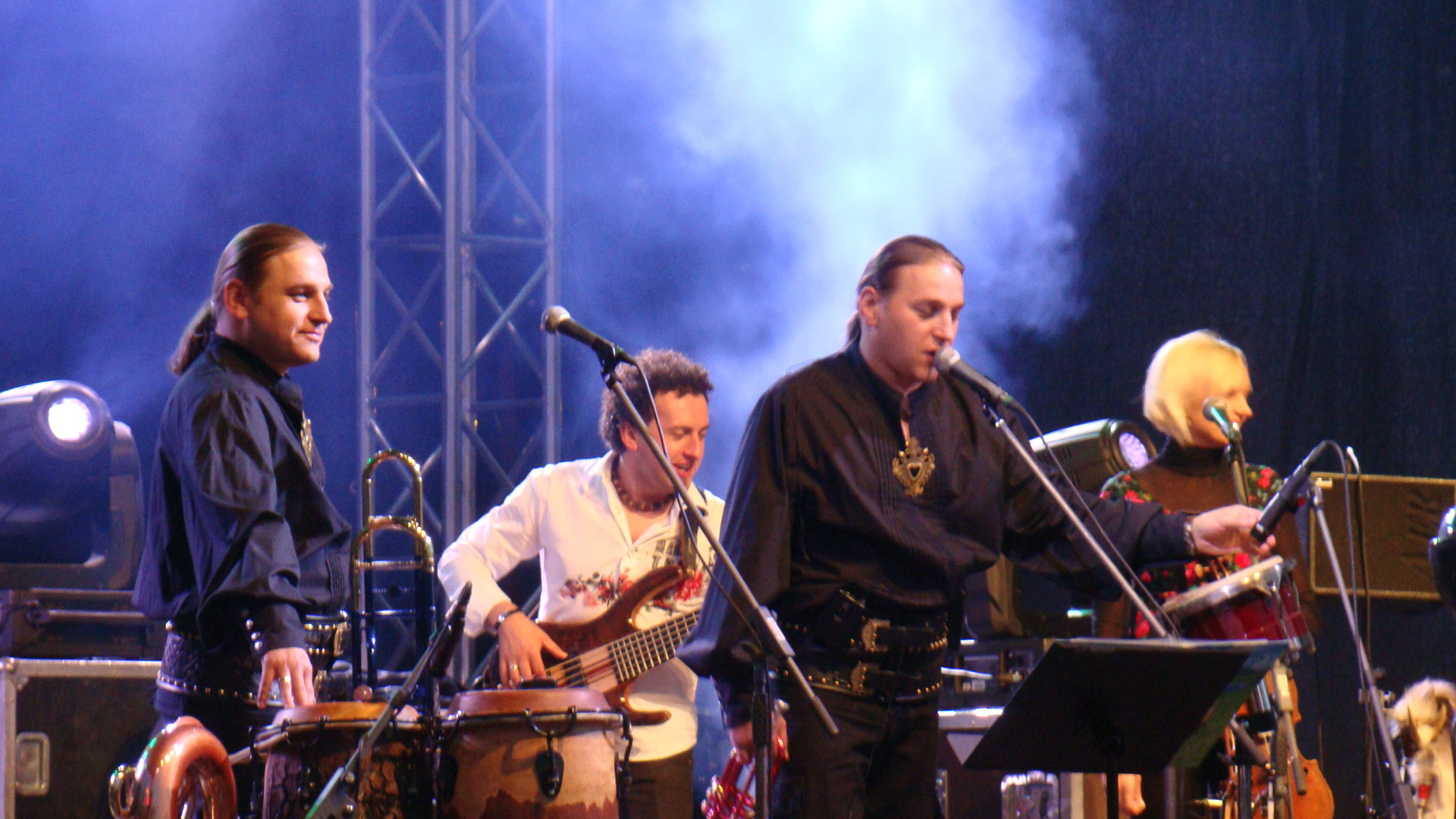
Koncert Golec uOrkiestra w Gemini Park, Bielsko-Biała, 23 maja 2009

Golec uOrkiestra 5 – kolejny album zespołu Golec uOrkiestra w składzie: Łukasz Golec, Paweł Golec, Edyta Golec, Jarosław Zawada, Zbigniew Michałek "Baja", Piotr Kalicki, Rober Szewczuga, Grzegorz Kapołka i Ryszard Pałka.
Album uzyskał certyfikat złotej płyty.

## Lista utworów
1. Góralskie tango 04:06
2. Wujek Louis song 03:17
3. Rozgwieżdżona noc 03:55
4. Kołysanka dla Tosi 04:28
5. Życie jest muzyką 04:21
6. Czar mi daj 03:36
7. Koniakowskie stringi 04:03
8. Pięknie jest 04:28
9. Ja potrzebuję ciebie 03:36
10. Podaruj mi 04:21
11. Bo lato rozpala 03:31
12. Za oknem wiatr 04:14
13. Nie chcę żadnej sławy 03:44